# Amarilda Prenga
Amarilda Prenga (ur. 19 lipca 1981 w Rrëshen) – albańska siatkarka, reprezentantka Albanii.

## Życie prywatne
Matka dwóch dzieci; drugie z nich urodziło się w 2016 roku.